# ديشون وليامز
ديشون وليامز (بالإنجليزية: DeShawn Williams)‏ هو لاعب كرة قدم أمريكية أمريكي، ولد في 29 ديسمبر 1992 في سنترال في الولايات المتحدة.

## وصلات خارجية
- ديشون وليامز على موقع مرجع كرة القدم المحترفة.كوم (الإنجليزية)